# Smörjfett
Smörjfett är ett halvflytande smörjmedel bestående av en smörjolja förtjockad med 5 - 30 procent av olika typer av förtjockare.
Smörjfettets konsistensen mäts i så kallade NLGI-klasser. Den vanligaste konsistensklassen, NLGI 2, är tixotrop, dvs fast då fettet inte utsätts för någon yttre mekanisk påverkan vilket gör att fettet till skillnad från smörjolja stannar vid smörjstället. När fettet dras in i det smorda kontaktområdet får det egenskaper motsvarande en smörjolja (flytande) för att, när rörelsen upphör, återta sin fasta form. Basolja från det omgivande smörjfettet kan också blöda in i kontakten.
 
En av Europas största tillverkare av smörjfettsprodukter är företaget Axel Christiernsson AB, med huvudkontor i Nol norr om Göteborg.
Exempel på smörjfett för specificerade ändamål:
- Armaturfett (gummivänligt)
- Bromsfett
- DKW-fett (för växellådan i bilar av märket DKW)
- Konsistensfett
- Kullagerfett
- Vapenfett med krutlösande egenskap
- Vattenpumpfett